# 1460
Năm 1460 là một năm trong lịch Julius.

## Sự kiện
Vua Lê Thánh Tông lên ngôi Hoàng đế

## Sinh
- 3 tháng 5 - Raffaele Riario, hồng y (mất 1521)
- 8 tháng 5 - Frederick I, quan biên trấn của Brandenburg-Ansbach (mất 1536)
- 29 tháng 9 - Louis II de la Trémoille, lãnh đạo quân sự (mất 1525)
- Ngày chưa biết:
  - Svante Nilsson, nhiếp chính của Thụy Điển (mất 1512)
  - Edward Sutton, thứ 2 Baron Dudley (mất 1532)
- Có thể xảy ra:
  - Antoine Brumel, Flemish nhà soạn nhạc (mất 1515)
  - Tristão da Cunha, người Bồ Đào Nha (mất 1540)
  - Konstanty Ostrogski, Grand Hetman của Lithuania (mất 1530)
  - Vicente Yáñez Pinzón, Tây Ban Nha navigator (mất 1523)
  - Tilman Riemenschneider, nhà điêu khắc Đức (mất 1531)
  - Arnolt Schlick, organ, nhà soạn nhạc Đức
  - Charles Somerset, 1 Earl của Worcester (mất 1526)